# Die Fledermaus (1972)
Die Fledermaus ist eine in Österreich gedrehte Verfilmung der Operette Die Fledermaus von Johann Strauß mit den Wiener Philharmonikern unter Karl Böhm und dem Wiener Staatsopernchor unter Norbert Balatsch sowie Gundula Janowitz und Eberhard Waechter als Ehepaar Eisenstein, Renate Holm als Kammerzofe Adele, Erich Kunz als Gefängnisdirektor Frank und Wolfgang Windgassen als Prinz Orlofsky in den Hauptrollen. Die Regie lag bei Otto Schenk.
Im Unterschied zu der zehn Jahre älteren Version der Fledermaus, die eine sehr freie Bearbeitung des Stoffes darstellte, folgt diese Fernsehadaption sehr viel enger den Vorgaben des Originals. Die größte Abweichung ist, dass die Rolle des Fürsten Orlofsky in dieser Version mit einem Tenor statt einem Mezzosopran besetzt ist.

## Handlung
Dr. Eisenstein soll wegen Beleidigung einer Amtsperson eine achttägige Arreststrafe antreten, wird aber von seinem Freund Falke überredet, stattdessen als Marquis Renard den Ball des Fürsten Orlofsky zu besuchen. Zugleich erscheint Alfred, der frühere Liebhaber seiner Frau Rosalinde, unangemeldet und wird, um letztere nicht zu kompromittieren, anstelle von Eisenstein durch den Gefängnisdirektor Frank arretiert.
Am Abend begegnen sich – mit Ausnahme Alfreds und des Rechtsanwalts Dr. Blind – alle Protagonisten auf dem Fest des Fürsten Orlofsky. Eisenstein trifft zunächst auf Adele, die Kammerzofe seiner Frau, die mit dem als „Chevalier Chagrin“ ausgewiesenen Gefängnisdirektor Frank anbandelt. Eisenstein macht seiner maskierten Frau Rosalinde den Hof, die sich als ungarische Gräfin ausgibt und ihm als Beweis seiner Untreue die Uhr entwendet. Unter dem Einfluss des Champagners erzählt Eisenstein die Geschichte eines früheren Maskenballs, bei dessen Abschluss er seinen Freund Falke als Fledermaus verkleidet und damit dem Spott der Marktfrauen und Gassenbuben ausgesetzt hatte. Falke erklärt, seine Rache vorbereitet zu haben.
Am folgenden Morgen treffen allmählich alle Gäste des vorigen Abends im Gefängnis ein. Eisenstein, verkleidet als Rechtsanwalt Dr. Blind, verhört seine Frau Rosalinde und Alfred wegen deren angeblicher Untreue, muss dann aber sein eigenes Abenteuer des Vorabends eingestehen und wird von allen Anwesenden verhöhnt. Das Komplott entpuppt sich als „Rache der Fledermaus“.

## Kritik
„Otto Schenks spritzige Inszenierung der ‚Fledermaus‘ kulminiert im zweiten Akt zu einem sich überstürzenden Trubel, einem riesigen Fest, einer Orgie alkoholisierter und sonstwie schwankender Gestalten, angeführt von dem außer Rand und Band geratenen Eberhard Wächter, der verführerischen Renate Holm und der mit einem famosen Csárdás aufwartenden Gundula Janowitz.“

## Theateraufführung
Der Film basiert auf der Inszenierung von Otto Schenk für die Wiener Oper. Diese Inszenierung wird seitdem (Stand 2024) an Silvester in der Wiener Staatsoper aufgeführt. Die Aufführung von 2024 wurde am 1. März 2025 in 3sat gesendet.